# Fumiya Kogure
Fumiya Kogure (født 28. juni 1989) er en tidligere japansk fodboldspiller.
Han har spillet for flere forskellige klubber i sin karriere, herunder Albirex Niigata.